# Tanganyicia rufofilosa
Tanganyicia rufofilosa là một loài ốc nước ngọt nhiệt đới với một nắp, là động vật chân bụng sống dưới nước động vật thân mềm trong họ Paludomidae.
It was prior to 2002 placed within Thiaridae.
Nó được tìm thấy ở Burundi, Cộng hòa Dân chủ Congo, Tanzania, và Zambia. Môi trường sống tự nhiên của chúng là hồ nước ngọt.